# Vegreville—Wainwright
Vegreville—Wainwright était une circonscription électorale fédérale canadienne dans la province de l'Alberta. Elle longeait la frontière saskatchewannaise, à l'est de la ville d'Edmonton, et comprenait notamment les villes de Vegreville et Lloydminster.
Sa population était de 107 771 dont 79 393 électeurs sur une superficie de 30 240 km². Les circonscriptions limitrophes étaient Crowfoot, Wetaskiwin, Edmonton—Leduc, Edmonton—Mill Woods—Beaumont, Edmonton—Sherwood Park, Westlock—St. Paul et Battlefords—Lloydminster.

## Résultats électoraux
|       | Candidat         | Parti        | # de voix | % des voix |
|       | (x) Leon Benoit  | Conservateur | +39 145,  | 79,79 %    |
|       | Ron Williams     | Libéral      | +01 525,  | 3,11 %     |
|       | Ray A Stone      | NPD          | +05 561,  | 11,34 %    |
|       | William Munsey   | Vert         | +02 499,  | 5,09 %     |
|       | Matthew Sokalski | Héritage     | +00327,   | 0,67 %     |
| Total | Total            | Total        | 49 057    | 100 %      |

|       | Candidat        | Parti        | # de voix | % des voix |
|       | (x) Leon Benoit | Conservateur | +34 493,  | 76,75 %    |
|       | Adam Campbell   | Libéral      | +02 345,  | 5,22 %     |
|       | Ray Stone       | NPD          | +04 230,  | 9,41 %     |
|       | William Munsey  | Vert         | +03 876,  | 8,62 %     |
| Total | Total           | Total        | 44 944    | 100 %      |

## Historique
La circonscription de Vegreville—Wainwright a été créée en 2003 avec des parties de Lakeland, Elk Island et Crowfoot. Abolie lors du redécoupage de 2012, elle fut redistribuée parmi Battle River—Crowfoot, Lakeland, Sherwood Park—Fort Saskatchewan et Edmonton—Wetaskiwin.
1. 2004-2015 — Leon Benoit, PCC

- PCC = Parti conservateur du Canada

1. ↑  Élections Canada.